# Sint-Andreaskerk (Kiev)
De Sint-Andreaskerk (Oekraïens: Андріївська церква; Russisch: Андреевская церковь) is een Oekraïense autocefale Orthodoxe Kerk. De kerk bevindt zich aan een van de oudste straten in het stadscentrum van de Oekraïense hoofdstad Kiev. De kerk vormt een van de barokke meesterwerken van het land en werd in de jaren 1747-1754 gebouwd naar een ontwerp van de Russisch-Italiaans architect Bartolomeo Rastrelli. De kerk wordt vanwege de allure van het gebouw soms onterecht "kathedraal" genoemd.
De kerk staat op een heuveltop, hetgeen de oorzaak is van ernstige funderingsproblemen. Recent (2012) werden er scheuren in de fundering geconstateerd en in de aangrenzende gebieden werden reeds afgebrokkelde stukken van de decoratie van de kerk gevonden.

## Geschiedenis
Volgens de kroniek Verhaal van voorbije jaren richtte de apostel Andreas ergens aan de oever van de Dnjepr, op de plaats van de huidige Andreaskerk, een kruis op. Hij profeteerde dat op die plek een grootse stad zou ontstaan. En zoals voorspeld groeide op de plaats de stad Kiev, een centrum van de oosterse orthodoxie.
De geschiedenis van de huidige kerk begon met het besluit van tsarina Elisabeth om een zomerresidentie voor zichzelf te laten bouwen in Kiev. De bouw betrof een paleis en een kerk. Tijdens een officiële ceremonie op 9 september 1744 werden de eerste drie stenen door de keizerin zelf gelegd. De ruwe bouw werd voltooid in 1754, maar het werk aan het interieur ging door tot 1767. Elisabeth stierf al vijf jaar eerder en heeft de voltooiing van de kerk niet meer mee mogen maken. Na de voltooiing werd er weinig aan het gebouw veranderd.

## Sovjet-Unie
De kerk bleef tot 1932 geopend voor de eredienst. Daarna werd de Andreaskerk op last van de Sovjet Raad gesloten. Vanaf 1935 maakte de kerk onderdeel uit van een museaal verband. Na 1939 behoorde de kerk enige tijd bij het anti-religieuze museum dat in de voormalige Sofiakathedraal was gevestigd. Tijdens de Tweede Wereldoorlog werd de kerk weer tijdelijk geopend voor de erediensten om in 1961 de deuren weer te sluiten. Tot 1992 werd de kerk van tijd tot tijd verhuurd aan diverse organisaties. In 1968 werd de kerk weer geopend als museum van geschiedenis en architectuur. In de vroege jaren 60 werden in Wenen de originele plannen van Rastrelli's barokke koepels ontdekt. Deze ontdekking maakte in 1978 een restauratie van de decoratieve koepels mogelijk zoals de grote architect die ooit had bedoeld.

## Heropening als religieus gebouw
Toen de Andreaskerk haar 225e verjaardag vierde bepaalde de overheid dat het eigendom van het kerkgebouw moest worden overgedragen aan de Oekraïense autocefale Orthodoxe Kerk.
In oktober 2018 werd de kerk bij wet geschonken aan het Oecumenisch patriarchaat van Constantinopel als stauropegion.

## Afbeeldingen

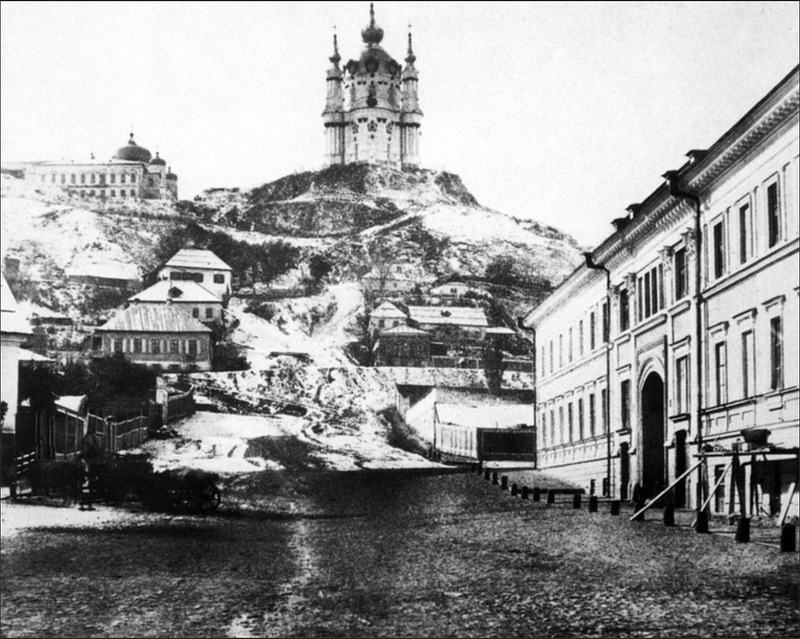
De Andreaskerk op een foto van 1852
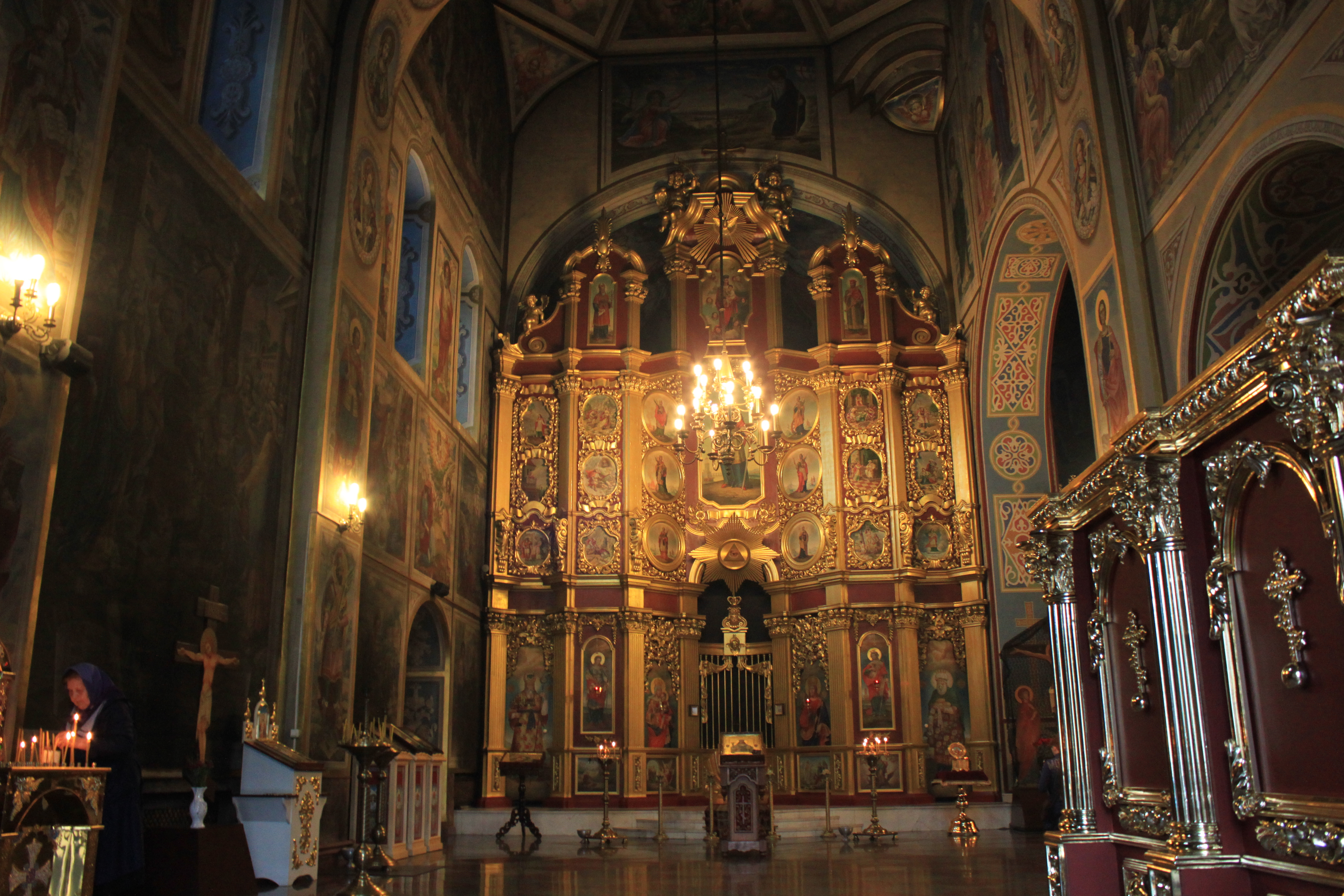
Iconostase
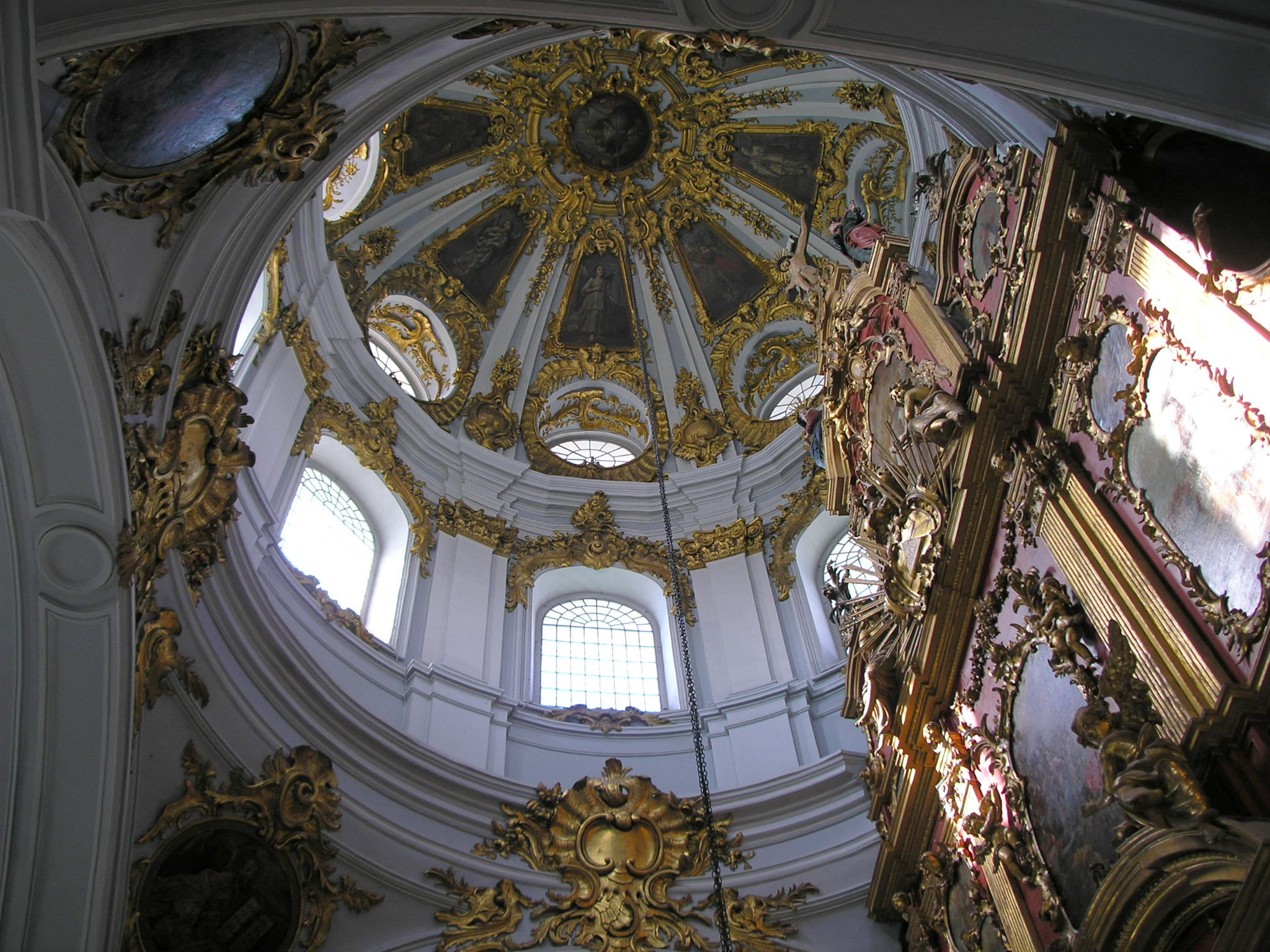
Centrale koepel
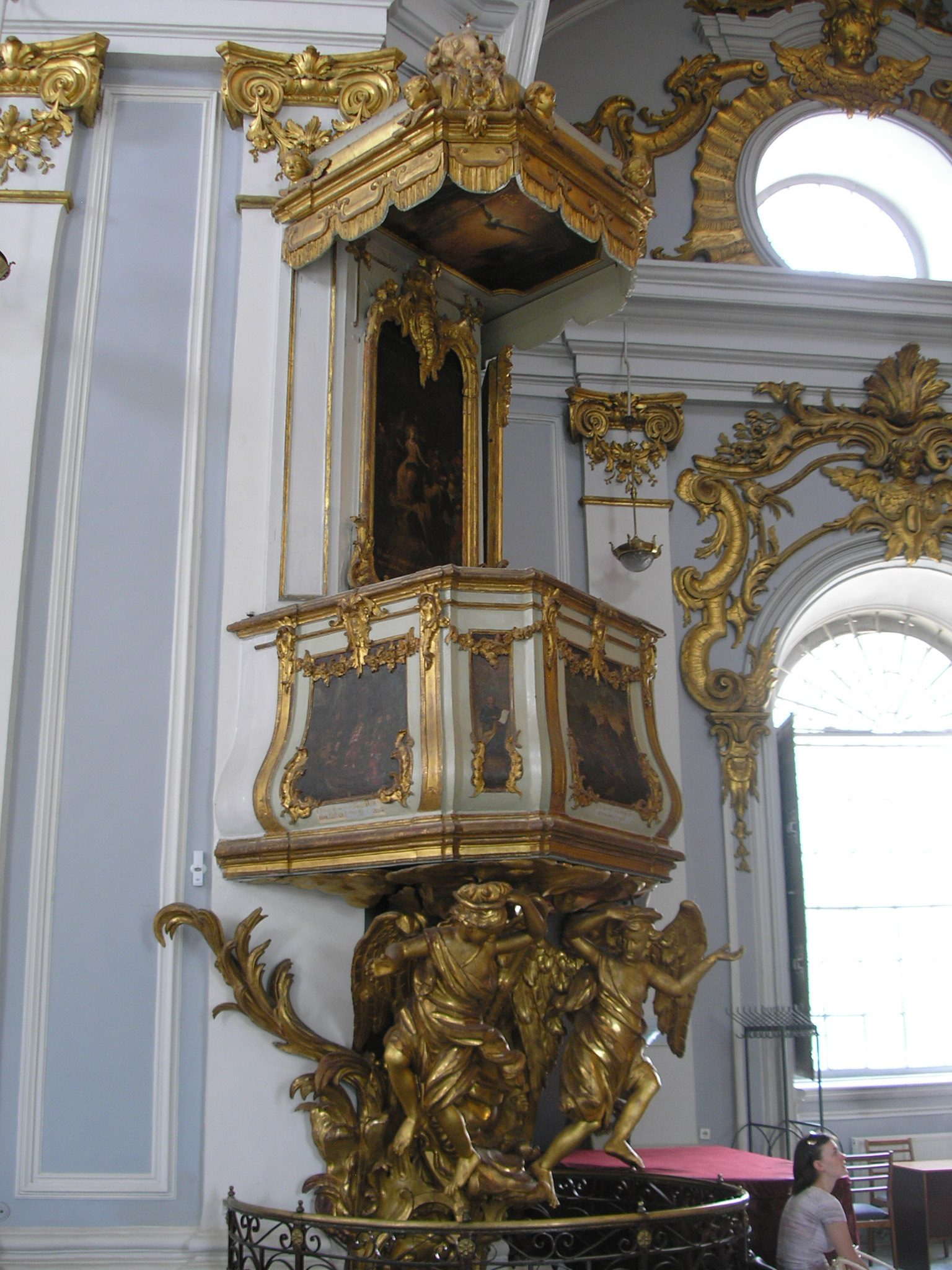
Preekstoel